# Stéphane Detournay
Pour les articles homonymes, voir Detournay.
Stéphane Detournay est un organiste, musicologue, esthéticien et pédagogue belge né à Tournai (Belgique) en 1962.
Directeur de l'Académie de Musique Saint-Grégoire, Stéphane Detournay œuvre dans le domaine de l'esthétique où ses recherches se situent à la croisée de la musicologie, de la philosophie de l'art et de l'analyse des enjeux de la création contemporaine. Ses écrits traitent de la fracture entre modernité et postmodernité et de ses prolongements sur la composition, l'interprétation et l'improvisation. L'interaction entre les traditions occidentales et non-occidentales et les processus d'assimilation constitue un autre axe de ses travaux.
Enfin, dans un autre registre, Stéphane Detournay consacre une place importante à l'École d'orgue française des XIXe et XXe siècles, éclairant son influence aux plans de l'écriture, de l'esthétique, de la technique instrumentale, de l'improvisation et de la pédagogie. Dans ce cadre, consacre une attention particulière à deux figures emblématiques : Marcel Dupré et Rolande Falcinelli.

## Itinéraire musical
Stéphane Detournay étudie au Conservatoire royal de Bruxelles où il remporte plusieurs Prix dans les classes d'écritures, harmonie au clavier, analyse musicale, musique de chambre et orgue (Prix Alphonse Mailly). Il achève son parcours par l'obtention d'un Diplôme Supérieur d'orgue (Master) dans la classe d'Hubert Schoonbroodt. Il se perfectionne ensuite auprès de Rolande Falcinelli.
Chargé de cours puis conférencier au Conservatoire royal de Bruxelles, Stéphane Detournay est professeur d'orgue et d'improvisation au Conservatoire royal de Mons de 1992 à 2002, établissement dans lequel il est auteur de projet d'un orgue d'étude construit par Rudi Jacques.
Depuis 1988, Stéphane Detournay dirige l'Académie de musique Saint-Grégoire. Fondé en 1878, reconnu et subventionné par la Communauté française de Belgique depuis 1987, cet Institut de Musique Sacrée a son siège au Séminaire épiscopal de Tournai.
De 1983 à 1993, il est titulaire de l'orgue de l'église Saint-Brice à Tournai et, de 1980 à 2005, organiste-assistant à la Cathédrale Notre-Dame de Tournai.

## Parcours universitaire
En complément de ses études musicales, Stéphane Detournay étudie à  l'Université Charles-de-Gaulle Lille-III. Docteur en Esthétique et Pratique des Arts (PhD degree), il est titulaire d'une Licence et d'une Maîtrise en Musicologie, ainsi que d'un Diplôme d'Études Approfondies en Sciences de l'Art.
Dans ce cadre il reçoit l'enseignement de la musicologue Joëlle Caullier et de la philosophe Catherine Kintzler. Auprès de l'ethnomusicologue Alain Desjacques, il approfondit les musiques traditionnelles d'Asie Mineure et, en lien avec la Faculty of Iranian Classic Music de la Daneshgahe Tehran (University of Tehran), la musique savante persane.
S'ensuit une collaboration post-doctorale au CEAC. Qualifié aux fonctions de Maître de conférences, Stéphane Detournay est chargé d'enseignement supérieur à l'Université Lille-III (2000-2008). Il consacre sa thèse de doctorat à la musicienne française Rolande Falcinelli.

## Domaines d'investigations

### Esthétique et musicologie
Dans le prolongement de Gilles Lipovetksy, Stéphane Detournay interroge les enjeux esthétiques du monde contemporain – en particulier aux plans de la composition, de l'interprétation et de l'improvisation –, ainsi que les phénomènes induits par la fin de la modernité, l'apparition de la postmodernité puis de l'hypermodernité. En écho à ces thèmes, il traite de la prégnance de l'historicisme dans l'interprétation (interprétation historiquement justifiée), avec pour corollaire la question de l'authenticité, de l'éthique, du statut de la copie et de la réification.
Stéphane Detournay analyse la place de multiculturalité dans la création musicale. Sont aussi abordées les questions de l'art en lien avec le symbole, la spiritualité, l'anthropologie. Stéphane Detournay rédige également des portraits d'artistes, publie des catalogues scientifiques et donne des conférences.

### École d'orgue française
Parmi ses principaux sujets de recherches, Stéphane Detournay s'intéresse à l'École d'orgue française des XIXe et XXe siècles, au paradigme qu'elle établit aux plans de la technique instrumentale, de l'interprétation, de l'écriture, de l'improvisation, de l'esthétique, de la pédagogie et de la facture instrumentale. Et plus spécialement deux de ses figures marquantes : Marcel Dupré et Rolande Falcinelli.

#### Marcel Dupré

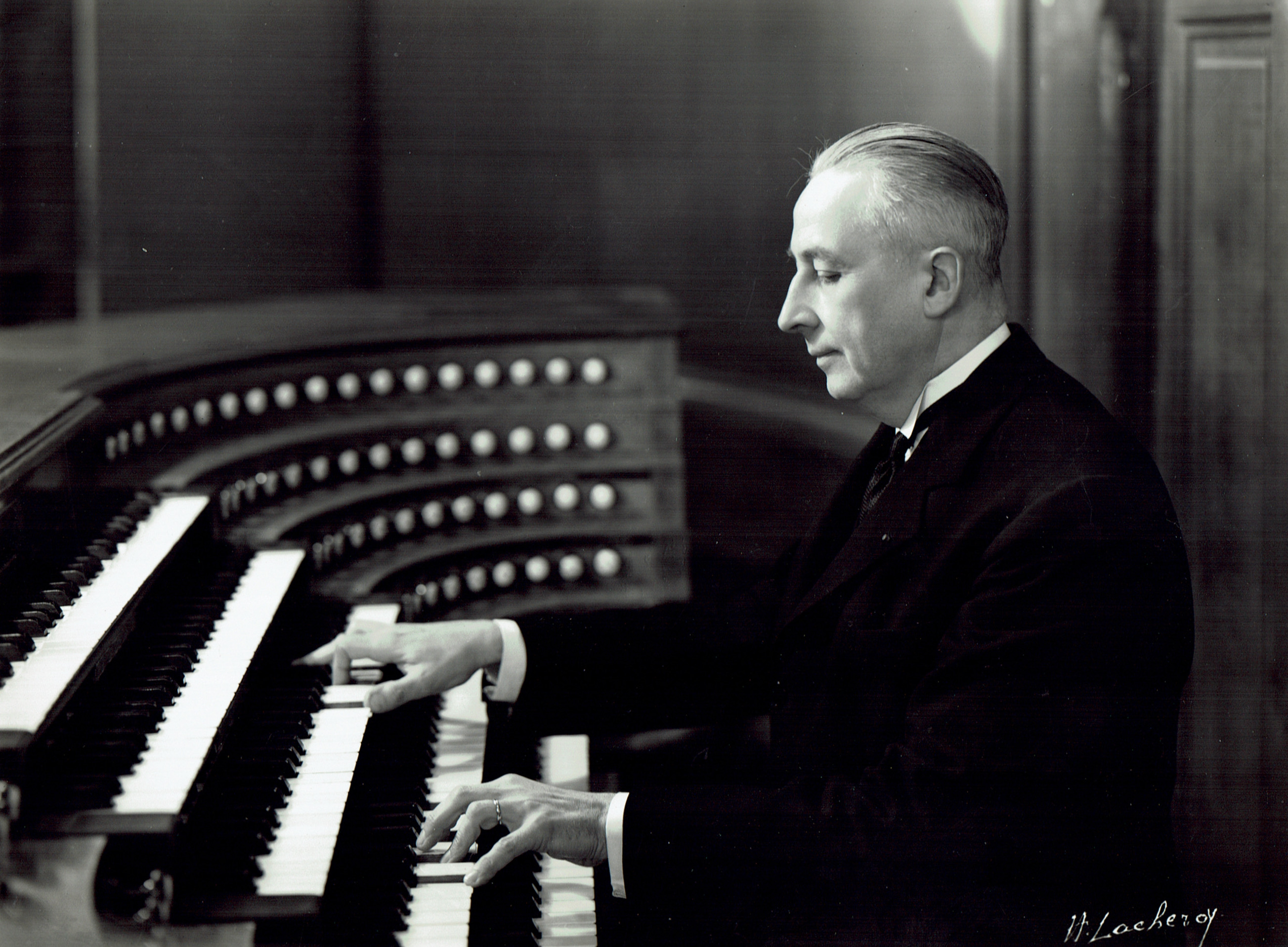
Marcel Dupré à l'orgue de l'église Saint-Sulpice à Paris

Le paysage organistique du XXe siècle demeure indissociable de la figure Marcel Dupré (1886-1971). Héritier de la Tradition instaurée par le Belge Jacques-Nicolas Lemmens (enrichie par l'apport de Franz Liszt au plan de la technique instrumentale et de César Franck dans le domaine de l'improvisation), improvisateur, compositeur, pédagogue et théoricien, il s'impose comme un maillon essentiel de l'histoire de l'orgue.
En dépit de son rayonnement mondial et d'une carrière extraordinaire où il accède aux plus hautes fonctions (titulaire de l'orgue Aristide Cavaillé-Coll de l'église Saint-Sulpice à Paris, professeur puis directeur du Conservatoire de Paris, académicien) et de l'admiration que lui vouent nombre de ses pairs, il n'échappe pas à une remise en question consécutive aux combats esthétiques du XXe siècle.
La cause principale est liée à l'avènement, dans les années 1950-60, du Retour aux Sources, dont l'idéologie s'oppose fondamentalement aux principes d'exécutions prônés par Dupré. La fidélité à la Tradition reçue de ses Maîtres (Alexandre Guilmant pour l'orgue, Charles-Marie Widor pour la composition), associée au respect des formes et des genres éprouvés expliquent pourquoi, alors qu'il incarne la gloire de l'École d'orgue française, Dupré devient, au dernier tiers de son existence, le témoin d'une transformation radicale de paradigme. Par-delà les querelles de styles, l'œuvre de Marcel Dupré (qui ne se réduit pas à l'orgue) commence à être appréhendée dans sa globalité, sa richesse et modernité. C'est là le fruit d'une démarche plus objective (surtout prégnante dans l'univers anglo-saxon) et, sans doute, d'une hypermodernité plus réceptive à la coexistence de courants esthétiques différents.
Pour contribuer à un meilleur décryptage de l'œuvre et de la pensée que Stéphane Detournay publie et présente des textes inédits du maître, afin d'offrir une perspective à la pensée du musicien, nécessaire pour appréhender sa démarche au cours d'une période de profonde remise en question.

Achevée en 1949, la Philosophie de la Musique est un écrit à caractère didactique (il s'agit d'un cours) qui détaille la pensée de Dupré dans des domaines fondamentaux (philosophie, éthique, esthétique), pratiques (enseignement, relations humaines et relations d'affaires) et musicaux (théorie, symbolisme, interprétation, improvisation, composition). Aboutissement de son œuvre pédagogique faite de méthodes, d'éditions de travail et de traités (dont le plus emblématique est celui d'Improvisation à l'orgue), la Philosophie de la Musique est l'œuvre d'un penseur à l'esprit éminemment français, cartésien et encyclopédique. Ajoutons que cet écrit est essentiel pour cerner la personnalité du musicien, en particulier sa psychologie, sa vision de l'enseignement et sa conception de l'interprétation. 

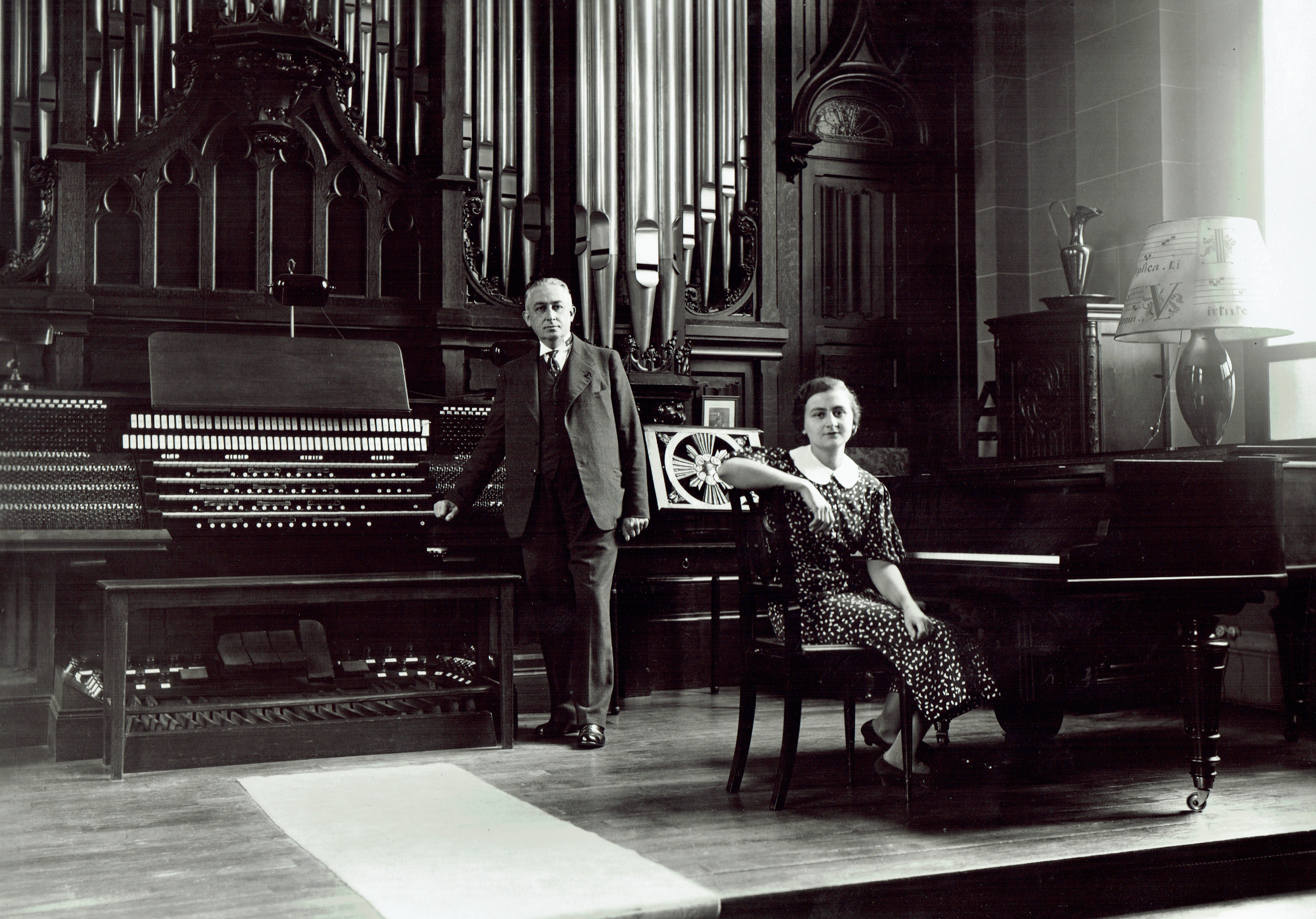
Marcel Dupré et sa fille Marguerite (au piano) dans l'Auditorium de Meudon.

Les Cahiers Dupré complètent ce panorama. Stéphane Detournay y réunit des textes (fac-simile) où Dupré évoque quelques personnalités qui lui furent chères : son père Albert Dupré, Aristide Cavaillé-Coll, Alexandre Guilmant et Charles-Marie Widor, des analyses proposées par sa disciple Rolande Falcinelli (en particuliers consacrées aux œuvres pour piano et orgue), des présentations d'improvisations, etc. Et un texte fondateur intitulé L'orgue de demain. Dupré y présente ses idées novatrices (pour certaines appliquées dans son orgue personnel de Meudon), telles que les coupures et sostenutos (depuis lors installés sur un certain nombre d'instruments modernes), et l'importance de la polychromie sonore (un aspect qui n'est pas sans annoncer les idées de son disciple Jean Guillou).
Ces documents soulignent l'impact de Marcel Dupré sur son temps. De même que Liszt fonda la technique du piano moderne, Dupré aura établi la technique de l'orgue d'aujourd'hui. Et son apport au plan musical n'est pas moindre. Comme l'écrit Messiaen, l'œuvre de Dupré a considérablement « orienté, amplifié et transformé l'écriture de l'orgue ».

##### Publications concernant Marcel Dupré
- Marcel Dupré : Philosophie de la Musique, Tournai, Collegium Musicum, 1986.
- Stéphane Detournay : Les Cahiers Dupré, vol. I, Tournai, Collegium Musicum et Fondation Dupré-Falcinelli, 1986.
- Stéphane Detournay : Les Cahiers Dupré, vol. II, Tournai, Collegium Musicum et Fondation Dupré-Falcinelli, 1990
- Stéphane Detournay : Les Cahiers Dupré, vol. III, Tournai, Collegium Musicum et Fondation Dupré-Falcinelli, 1991.
- Stéphane Detournay : Marcel Dupré, in : Le Courrier de Saint-Grégoire no 94, revue de l'AMSG, 2020-21/VII[16].
- Rolande Falcinelli : Catalogue analytique du Chemin de la Croix de Marcel Dupré, Tournai, Collegium Musicum, 1984[17].

#### Rolande Falcinelli

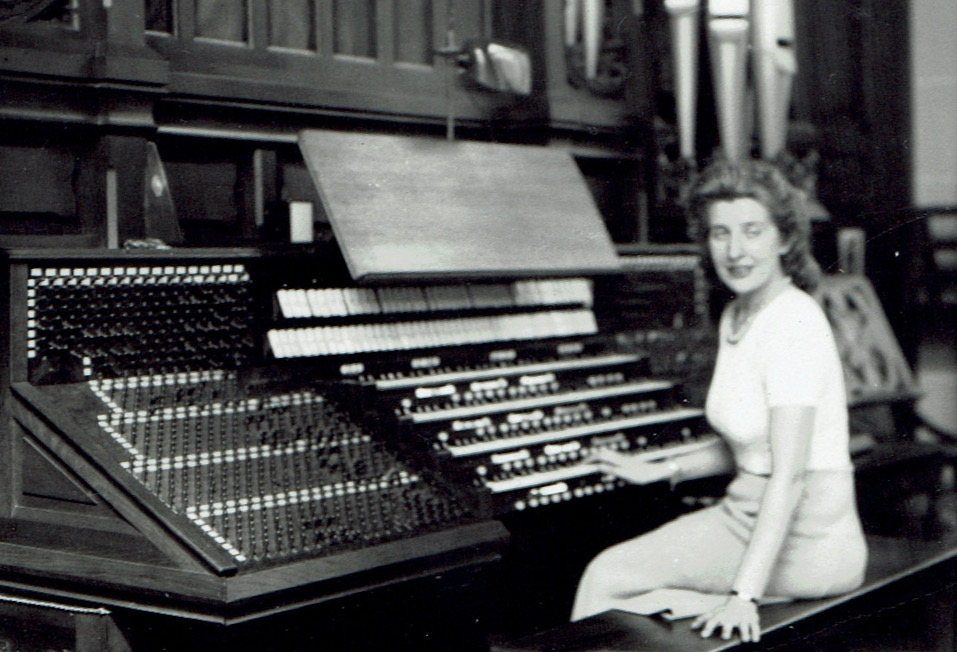
Rolande Falcinelli à l'orgue de l'auditorium de Marcel Dupré (1949)

Autre figure importante de l'École d'orgue française dont l'œuvre et la pensée sont étudiées par Stéphane Detournay : Rolande Falcinelli (1920-2006). Une personnalité souvent associée à celle de Marcel Dupré, qui fut son maître et qui distingua en elle son successeur. Rolande Falcinelli accède donc rapidement à des postes prestigieux (professeur à l'École Normale de Musique de Paris, professeur au Conservatoire américain de Fontainebleau, titulaire de l'orgue Cavaillé-Coll de la Basilique du Sacré-Cœur de Montmartre), avant de succéder en 1954 à Marcel Dupré en qualité de professeur d'orgue et d'improvisation au Conservatoire National Supérieur de Musique de Paris.
Cependant, il serait réducteur de circonscrire Rolande Falcinelli au seul rôle de successeur de Marcel Dupré. Dans Souvenirs et Regards (entretiens avec Stéphane Detournay), elle s’explique sur ce point : « Je me sens – dit-elle – un mixage vivant de tous ces brassages reçus au cours de mes douze années d’études par les soins de ces Maîtres, tout en étant parfaitement consciente d’être un produit de leur savoir, un produit qui leur doit ce que je suis mais qui ne leur ressemble pas du tout, pas même à Dupré quoiqu’on puisse en penser ». Dès lors, tout en respectant les principes établis par Dupré, elle les prolonge, y apportant son expérience et sa sensibilité.

##### L'oeuvre musicale

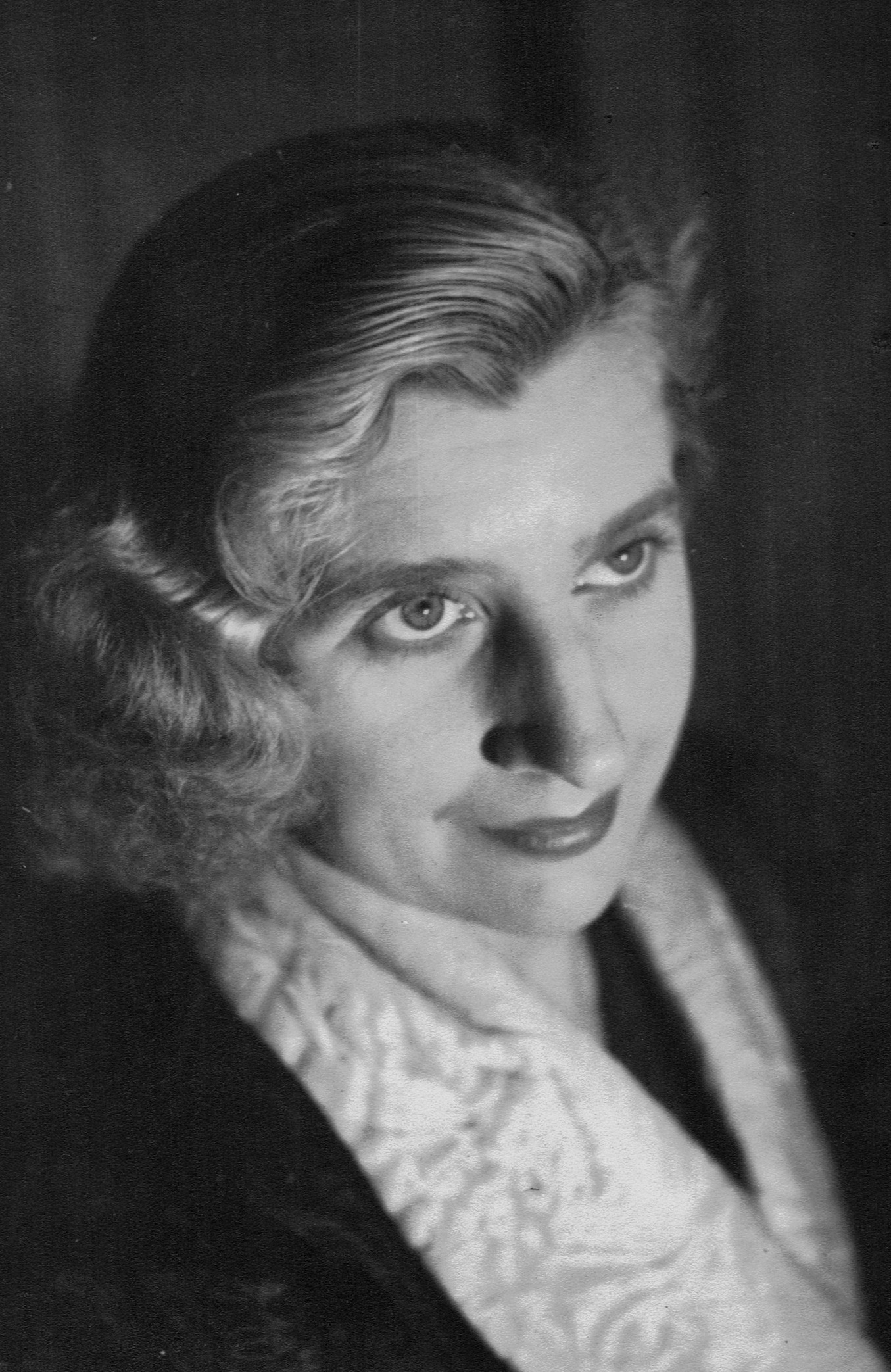
Rolande Falcinelli (années 1950)

Compositrice précoce (elle intègre la classe de composition à l’âge de 16 ans), Rolande Falcinelli est l’auteur d’un catalogue de 78 numéros opus où sont traités des genres la voix (mélodie, chœur), le clavier (piano, clavecin, orgue), la musique de chambre et l’orchestre. Avec un intérêt particulier pour la musique de chambre avec orgue (traité comme instrument concertant). Elle rejoint ainsi les tentatives de Dupré (oeuvres pour orgue et cordes et piano et orgue) qui entendait « relier l’orgue à la musique ». Un genre exploré depuis par des compositeurs tels Flor Peeters, Jean Langlais, Jean Guillou et Thierry Escaich.

##### La synthèse esthétique

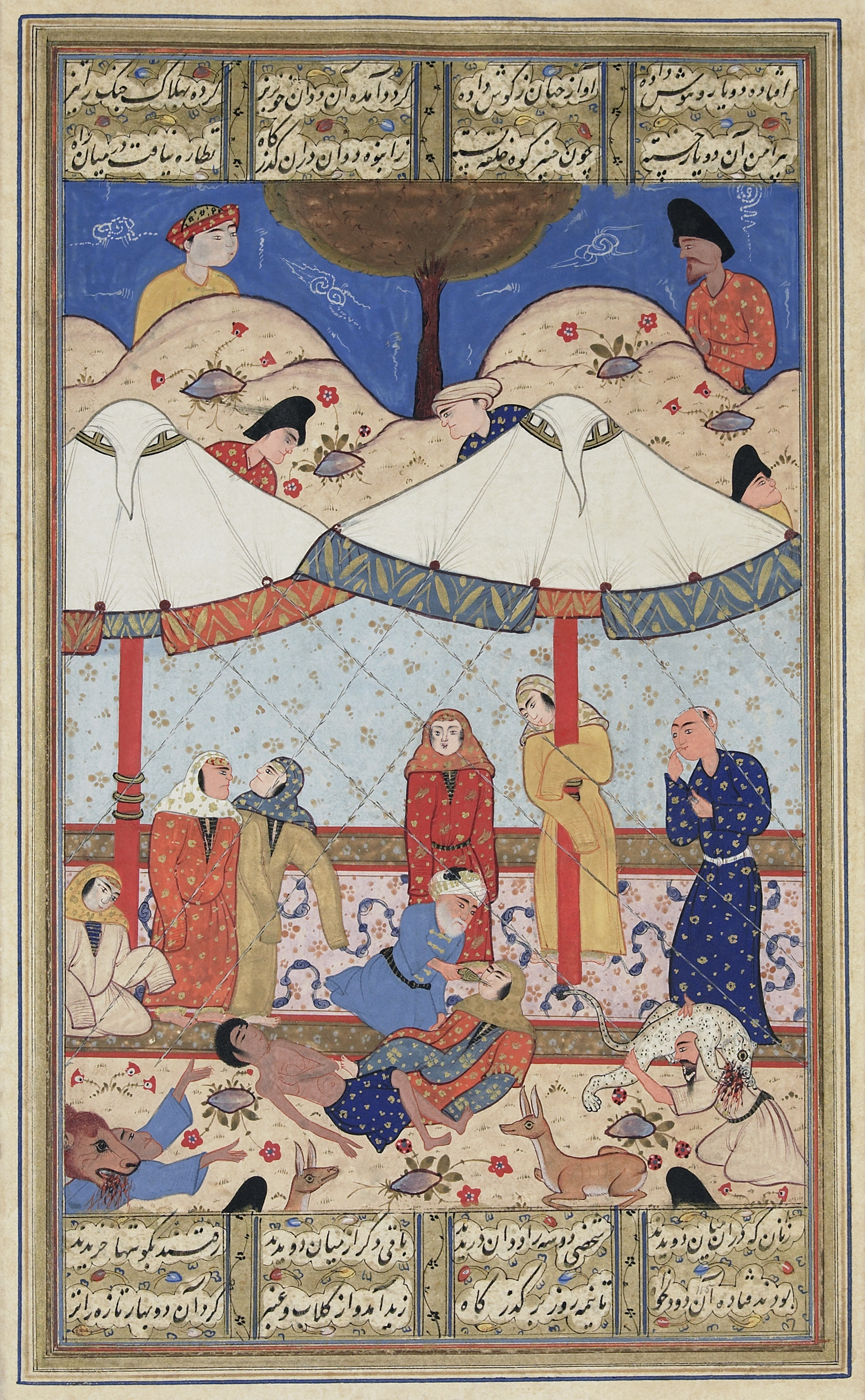
L'Iran est une source d'inspiration pour la musicienne. Ci-dessus, une miniature représentant une scène de la légende de Leila et Madjnoun. Une histoire relatée par le poète mystique Ibrahim Araqî, à l'origine d'une pièce pour orgue de Rolande Falcinelli : Mathnavi op. 50.

Dans ce catalogue riche et inspiré, 6 oeuvres retiennent particulièrement l’attention. Toutes expérimentent cette « esthétique de la synthèse » qui est l’aboutissement des recherches d'une musicienne dotée d'une vaste culture, attirée par la poésie, la philosophie, la théologie et la spiritualité.
Sa participation au Centre d’Etude de Musique Orientale (CEMO) au cours des années 1960-70 (où elle rencontre le musicologue Dariouche Safvate, l'ethnomusicologue Nelly Caron et le zarbyste Djamchid Chemirani), l'amène à s'intéresser à la musique savante perse. De cette rencontre naît l’idée d’une synthèse entre Orient et Occident. Une démarche quI s’appuie sur l’étude des différentes traditions (musicale, symbolique, spirituelle), afin de les faire converger jusqu'à l'unicité, s'inspirant en cela des écrits de Pierre Teilhard de Chardin pour qui « tout ce qui s’élève se rejoint ». L’approche de Rolande Falcinelli se distingue fondamentalement des expériences issues de la postmodernité, basées sur la citation, l’emprunt, le collage, le mixage (c’est abusivement que l’on parle de « synthèse » dans ce cadre).
Elles sont complétées par d'autres pièves d'inspiration occidentale où il s'agit de synthétiser tonalité, modalité, atonalité, choral, leitmotive, sérialisme, comme pour affirmer encore que l’art, puissance organique et réconciliatrice, peut se faire symphonie (au sens orthodoxe du terme).
Artiste majeure de la musique française de la seconde moitié du XXe siècle, Rolande Falcinelli aura pourtant souffert, plus que Dupré encore, d’une relégation liée à l’évolution du monde de l’orgue, fruit d'un esprit muséal (que dénonce Pierre Boulez) s’appuyant sur l'inflation de l’historicisme comme justification esthétique, et d'une avant-garde d’autant exclusive dans sa définition de modernité qu'elle bénéficie de l’oreille bienveillante du pouvoir. À cet égard, l'histoire de Rolande Falcinelli est celle d'une artiste sensible et humaniste, plongée malgré elle dans une ère d'oppositions dominée par les rapports de force. Mais elle révèle aussi que c'est dans l'ombre (d'un moment) que s'écrit l'histoire de la musique.

##### Une oeuvre et ses perspectives

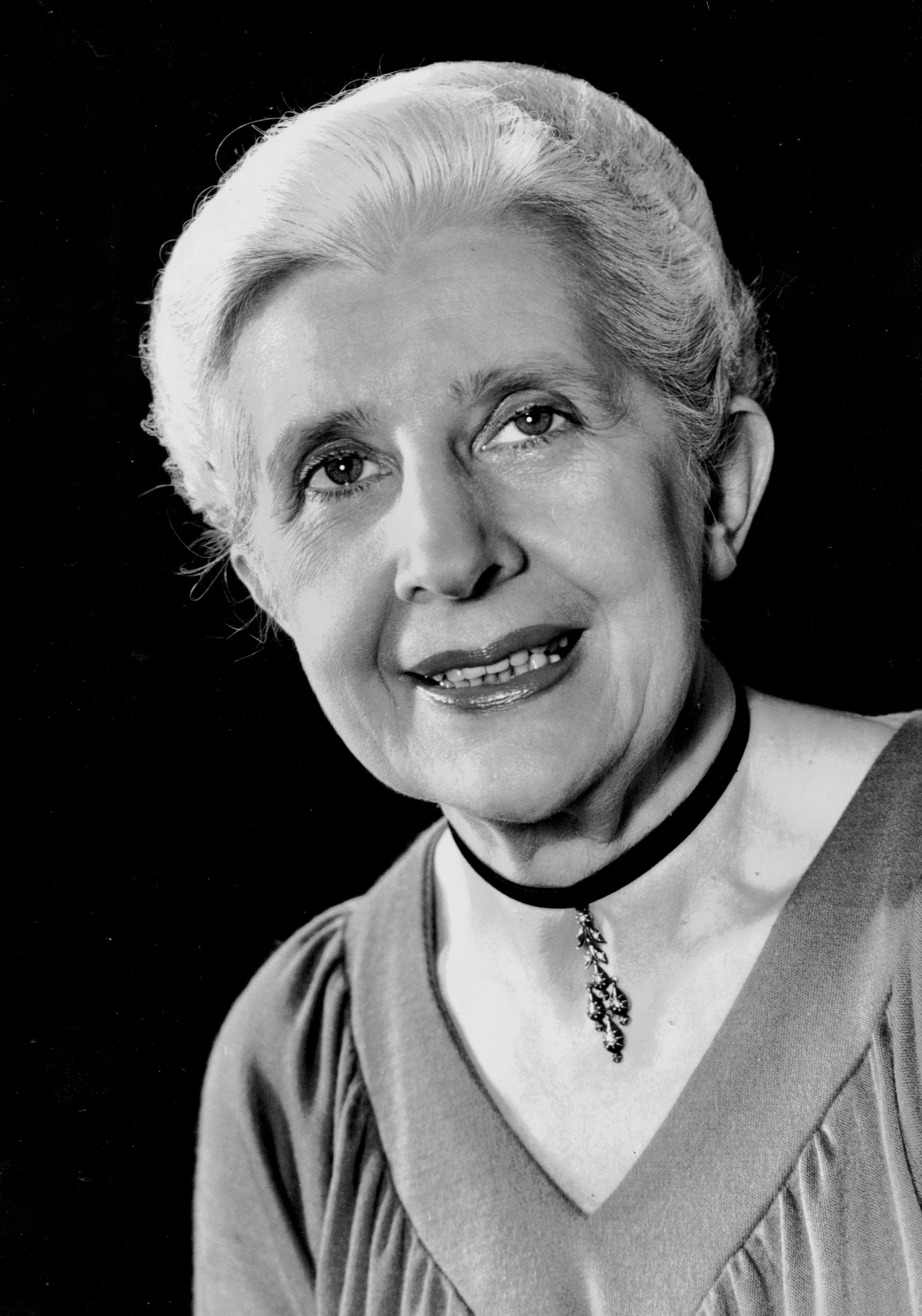
Rolande Falcinelli (1980)

Proche de Rolande Falcinelli durant de nombreuses années, Stéphane Detournay s'attache à l'étude de cette musicienne dont le parcours, la vie et l'œuvre sont à bien des égards remarquables. Et qui, entre autres, révèle sa parfaite coïncidence avec les grandes questions esthétiques de son époque et, d'une manière plus générale, des temps modernes.
- Les recherches s'articulent autour des axes suivants (pour les références, voir infra).
- L'œuvre musicale (dans son ensemble).
- L'orgue et le clavecin.
- Les œuvres à caractère multiculturel (en particulier liées à la musique savante persane).
- Les écrits : sujets musicaux, les textes à caractère spirituel, l'improvisation.
- La synthèse esthétique.
- Recueil d'entretiens.

Ces travaux sont complétés par des articles ou des notices pour encyclopédies (ou pour dictionnaires) ainsi que des livrets accompagnant des CD.

##### Publications concernant Rolande Falcinelli
- Souvenirs et Regards, entretiens avec Stéphane Detournay, Tournai, Collegium Musicum, 1985.
- Présentation de deux conférences de Rolande Falcinelli, Université de Lille-III, 1996.
- Missa Brevissima, Université de Lille-III, 1996.
- Mathnavi : À la rencontre du Poème Mystique, Université de Lille-III, 1997.
- Zurkhâné ou La Maison de Force, Université de Lille-III, 1997.
- Rolande Falcinelli et la tradition musicale savante d'Iran, Université de Lille-III, 1997.
- Le chant des sources : les écrits spirituels de Rolande Falcinelli, Université de Lille-III, 1998.
- Rolande Falcinelli : Une esthétique de la Synthèse. Les enjeux d'une pensée humaniste à l'ère postmoderne. Thèse de Doctorat en Esthétique et Pratique des Arts, 2 volumes, Lille-III, 2001. Publié par l'ANRT (réf : 39180).  (ISBN 2-7295-5120-4).
- Catalogue de l'œuvre de Rolande Falcinelli, annexe à la Thèse de Doctorat, volume II, Lille-III, 2001. Publié par l'ANRT (réf : 39180).  (ISBN 2-7295-5120-4).
- Hommage à Rolande Falcinelli, livret accompagnant le CD Rolande Falcinelli en concert à Saint-Brice à Tournai, 1982-1985.
- Rolande Falcinelli et l'improvisation, in : L'Orgue, no 263, 2003-III.  (ISSN 0030-5170)[22].
- In Memoriam Rolande Falcinelli, version I, in : Revue l'Éducation Musicale, no 535-536, 2006.
- In Memoriam Rolande Falcinelli, version II, ADAO, Douai, 2007.
- Rolande Falcinelli : Introduction aux écrits, in : Hommages et Dossiers, Association Maurice et Madeleine Duruflé, no 7-8, 2008.  (ISSN 1628-7509)[23].
- Rolande Falcinelli, notice dans le Dictionnaire universel des femmes créatrices, volume I, Paris, Édition des femmes-Antoinette Fouque, 2013[24].  (ISBN 9782721006318).
- Rolande Falcinelli : À propos d'un centenaire, in : Le Courrier de Saint-Grégoire, no 89, revue de l'AMSG, 2020-21/II[25].
- Regards sur l'œuvre de Rolande Falcinelli, in : L'Orgue Francophone, no 62, revue de la FFAO, 2021.  (ISSN 0985-3642).
- Rolande Falcinelli et le clavecin, in : Le Courrier de Saint-Grégoire no 107, revue de l'AMSG, 2022-23/IV[26].

N.B. Une correspondance à caractère musical échangée entre Rolande Falcinelli et Stéphane Detournay est (en partie) conservée à la Ruth T. Watanabe Special Collections, Sibley Music Library, Eastman School of Music University of Rochester (USA).

## Activité éditoriale
- De 1989 à 2011, Stéphane Detournay dirige les publications de la Fondation Dupré-Falcinelli.
- En 2012, il crée la revue électronique Le Courrier de Saint-Grégoire (revue de l'Académie de Musique Saint-Grégoire).

## Publications
Liste non exhaustive

### Articles

#### Histoire
- De l'École Saint-Grégoire à l'Académie : aperçu historique, Voce et organo no 4, 1995.
- L'Académie de Musique Saint-Grégoire à Tournai, in : L'orgue francophone no 63/64, revue de la FFAO, 2022.
- La Société de Musique de Tournai (1888-1938), in : Le Courrier de Saint-Grégoire no 119, 2023-24/VIII[28].
- Les Orgues, Séminaire de Tournai, Histoire, Bâtiments, Collections, ouvr. coll. avec la collaboration de l'Institut Royal du Patrimoine Artistique, Leuven, Peeters, 2008.  (ISBN 978-90-429-2169-6).
- Les sociétés musicales sonégiennes, in : Histoire d'une ville : Soignies (ouvr. coll.), Cercle royal d'histoire et d'archéologie du canton de Soignies, 2023.  (ISBN 978-2-9601540-1-6).
- Une Collégiale au cœur d'une tradition musicale séculaire, in : Histoire d'une ville : Soignies (ouvr. coll.), Cercle royal d'histoire et d'archéologie du canton de Soignies, 2023.  (ISBN 978-2-9601540-1-6).

#### Esthétique
- Franck et l'orgue romantique, in : Actes de Orgues 2000, Bruxelles, Organum Novum, 2000.
- Les Baroqueux et la question de l'interprétation, Demeter, revue électronique du CEAC, 2002[29].
- Anciens et modernes : une question toujours actuelle, in : Le Courrier de Saint-Grégoire no 52, 2016-17/I.
- La place de l'interprète, in : Le Courrier de Saint-Grégoire no 76, 2018-19/VII.
- Stravinsky et la modernité, in : Le Courrier de Saint-Grégoire no 97, 2021-22/II[30].
- Opéra et scénographie : la quête de l'Unitas multiplex, in : Le Courrier de Saint-Grégoire no 114, 2023-24/III[31].
- Intelligence Artificielle et musique : aurore ou crépuscule ?, in : Le Courrier de Saint-Grégoire no 115, 2023-24/IV[32].
- La musique et la question coloniale : rappel, enjeux et perspectives, in : Le Courrier de Saint-Grégoire no 117, 2024-25/VI[33].
- Écouter les couleurs : une histoire esthétique de la synesthésie, in : Le Courrier de Saint-Grégoire n°127, 2024-25/VIII[34].

#### Musique - Musicologie
- Un nouvel orgue au Conservatoire Royal de Mons, Mons, publication du CRM, 2000.
- César Franck, Actes de Orgues 2000, Bruxelles, Organum Novum, 2000.
- L'efflorescence d'un répertoire (à propos de la littérature pour orgue de salle), in : Le Grand Orgue Pierre Schyven 1888 de la Salle Philharmonique de Liège, ouvr. coll., Liège, OPL, 2005.  (ISBN 2-9600559-0-X).
- L'itinéraire du Concert Spirituel, Paraboles, no 70, in : revue du diocèse de Tournai, 1er trimestre, 2012.
- Jeanne Joulain : une vie dédiée à la musique, in : L'orgue francophone no 61, revue de la FFAO, 2020.  (ISSN 0985-3642)[35].
- Le Chanoine Delzenne : une vocation musicale, in : L'Organiste no 221, revue de l'UWO, 2024,  (ISSN 0775-8685).
- Zuzana Ruzickova, interprète de la résilience, in : Le Courrier de Saint-Grégoire n°100, 2021-22/V[36].
- Rudi Jacques, facteur d'orgues mosan. L'itinéraire d'un artisan et d'un artiste, in : L'Organiste, revue de l'UWO, n°224, 2024/4 (ISSN : 0775-8685).

#### Ethnologie musicale
- Komitas, le chantre de l'arménité, in : Le Courrier de Saint-Grégoire no 92, 2020-21/V[37].
- La musique ukrainienne, paradigme identitaire d'une nation ?, in : Le Courrier de Saint-Grégoire no 101, 2021-22/VI[38].
- Portrait d'un ethnomusicologue : Alain Desjacques, in : Le Courrier de Saint-Grégoire no 105, 2022-23/II[39].
- Visages de la musique tchèque, in : Le Courrier de Saint-Grégoire no 120, 2024-25/I[40].

### Catalogues
- Catalogue de l'œuvre de Rolande Falcinelli, annexe à la Thèse de Doctorat, volume II, Lille-III, 2001. Publié par l'ANRT (réf : 39180).  (ISBN 2-7295-5120-4).
- Catalogue de l'œuvre musicale de Maurice Guillaume (1899-1983), publié par l'Association Maurice Guillaume, Presles, 2006[41].
- Catalogue de l'œuvre musicale du chanoine Abel Delzenne, annexe de l'article intitulé : Le Chanoine Delzenne : une vocation musicale, in : L'Organiste no 221, revue de l'UWO, 2024,  (ISSN 0775-8685).

### Livrets d'accompagnement
- À propos des Sept Sceaux..., contribution à la notice du CD : Rolande Falcinelli, 4 Grandes Improvisations en Concert, Paris, Cathédrale aux Armées, 2006. Référence ORG 7220.2.
- Hommage à Rolande Falcinelli, livret accompagnant le CD : Hommage à Rolande Falcinelli, en concert à Saint-Brice, 1982-1985, Tournai, SPM Records Mayan, 2003.
- Maurice Guillaume ou la force de l'humilité, livret accompagnant le CD : Maurice Guillaume, œuvres pour orgue, Jean-Philippe Merckaert, Wavre, Le chant de Linos, CL 0819, 2008.
- Apostrophes, livret accompagnant le CD : Apostrophes… Philippe Verkaeren, œuvres pour alto, orgue et harmonium, Wavre, Le Chant de Linos, CL 251168, 2025.

### Revue musicale: Le Courrier de Saint-Grégoire
En 2012, Stéphane Detournay créée la revue électronique Le Courrier de Saint-Grégoire. Son nom reprend celui de l'établissement et renvoie à une revue liégeoise portant le même nom. Fondée à la fin du XIXe siècle, elle a longtemps constitué, avec la revue Musica Sacra, les deux publications francophones belges de musique sacrée. De 1906 à 1914, le Courrier de Saint-Grégoire avait été dirigé par le chanoine Nicolas Joachim, musicographe, compositeur et directeur de la Maîtrise de la cathédrale Notre-Dame de Tournai, personnalité éminente liée à l'École Saint-Grégoire.
Depuis sa refondation en 2012, la revue, dont Stéphane Detournay est l'éditorialiste et le rédacteur, traite de sujets liés à la musique (musique sacrée, répertoire liturgique, histoire, compositeurs, interprètes), à l'esthétique, l'anthropologie, l'ethnomusicologie et l'organologie. Elle aborde aussi des thèmes pédagogiques et dresse des portraits de musiciens. Le Courrier de Saint-Grégoire présente également les activités menées par l'Académie. Son audience dépasse le cadre des élèves de l'Académie et géographiquement celui de la Ville de Tournai pour s'étendre à des instituts de musicologie et des universités. Une liste des publications est accessible sur ce lien : Le Courrier de Saint-Grégoire.

## Œuvres et illustrations musicales
Stéphane Detournay est l'auteur de plusieurs pièces, pour la plupart dédiées à l'orgue et à la voix. Parmi celles-ci, citons Ktêsibios, op. 10, pour orgue. Œuvre imposée au Concours Dexia Classics, Lantro Music, 2007.
Il a également réalisé des séquences d'improvisations à l'orgue qui accompagnent deux documentaires :
- L'enluminure à Maredret : un art très monastique. DVD réalisé par Patrick Davin pour l'Institut Royal du Patrimoine Artistique (IRPA). Musique : improvisations à l'orgue par Stéphane Detournay, 2007[44].
- Écrire une icône. DVD réalisé par Patrick Davin pour l'Institut Royal du Patrimoine Artistique (IRPA). Musique : improvisations à l'orgue par Stéphane Detournay, 2007.

## Discographie
- Henri Barbier : Morceaux choisis, Orgue et chants sacrés, Stéphane Detournay (à l'orgue Ducroquet) et la Maîtrise de la cathédrale de Tournai, CD publié par Les Amis de la Cathédrale, 2003, réf : MCT1.
- Hommage à Rolande Falcinelli : œuvres pour orgue et voix de Marcel Dupré et Rolande Falcinelli, enregistrement collectif réalisé par Marie-José Chasseguet, Stéphane Detournay, Rolande Falcinelli, Jean-Philippe Mesnier, Marie-Josèphe Mesnier-Sastre, CD, Tournai, SPM Records Mayan, 2003.

## Autres sources
Citations, présentations et développements des sujets traités par Stéphane Detournay dans ses publications (liste non exhaustive).

### Monographies
- Marie-Hélène About : 365 femmes premières dans leur métier ou dans leur création, Literary Collections, Libronova, 2022  (ISBN 979-10-405-1074-1).
- Pierre Guillot : Dictionnaire des organistes français des XIXe et XXe siècles, Liège, Mardaga, 2003.
- Amélie Mouton-Rezzouk et Julie Deramond : The baroque opera in museums : operas in a different manner. Barockissimo at the national center for stage costume and scenegraphy, Actes Sud, 2017.
- Michael Murray : Marcel Dupré, édité par l'Association des Amis de l'Art de Marcel Dupré, 2001.
- Alain Pâris : Le Nouveau Dictionnaire des interprètes, Paris, Robert Laffont, 2004-2015.  (EAN 978-2-221-18755-5).
- Karin Pendle : Melinda Boyd : Women in Music, A Research and Information Guide, 2005.
- Daniel Roth : Grand chœur, entretiens avec Pierre-François Dub-Attenti et Christophe Zerbini, vol. I, Hortus, 2019.  (ISBN 978-2-910582-22-7).
- Robert Sholl : Messiaen in Context, Cambridge University Press, 2023.  (ISBN 978-1-108-76829-0).

### Articles
- Laurent Bernat : L'interprétation musicale des baroqueux : la rupture par la restauration, cdn.reseau-canope (réseau de formation des enseignants – France).
- Noémi Bognar : Charles-Marie Widor's Gothique and Romane Symphonies – The Spiritual statements of a great composer, in : Studia Universitatis Babes-Bolyai, 2009/1[46].
- Giusy Caruso : L'approche scientifique de l'interprétation : la technologie comme miroir, Universiteit Gent, Musicologie, Instituut voor Psychoacustica en Elektronische Muziek, 2017[47][réf. à confirmer].
- Luc De Vos : Buffet de l'ancien orgue de Rijkere de l'église Saint-Jacques à Tournai, 1753, in : L'organiste no 222, 2024/2.  (ISSN 0775-8685).
- Julien Ferrando : Comprendre le geste musical patrimonial dans un environnement numérique : le projet IMAPI. Scénographies numériques du patrimoine : expérimentations, recherches et médiations, HAL. Open science, 2020. HAL-03080492[48].
- Jean Ferrard : Catalogue de l'œuvre musicale de Maurice Guilaume, par Stéphane Detournay, M'O+, 2010. (réf B_2755)[49].
- Jean Ferrard : Introduction aux écrits de Rolande Falcinelli, par Stéphane Detournay, M'O+, 2010. (réf B_9221)[49].
- Jean Ferrard : 20ste-eeuwse orgelmuziek uit Wallonië, deel 1, in : Orgelkunst no 32, 2009/2.  (ISSN 0776-9350)[50].
- Freia Hoffman : Schriftenreihe des Sophie Drinker Institut, Band 4, Carl von Ossietzky Universität Oldenburg, 2006[51].
- Jean-Paul Lécot : Vous avez dit « baroqueux » ?, in : Orgues Nouvelles, no 62, 2023.  (ISBN 978-2-490483-23-5).
- Tatiana Pernetová : Analýza vybrané tvorby pro sólové varhany skladatelek 19.-20. století ve Francii, Hudební fakulta, Janáčkova akademie múzických umění, Brno, 2024.
- Jean-Paul Pirard : Thèses sur Rolande Falcinelli, Orgues Nouvelles, no 51, 2020.
- Carolyn Schuster-Fournier : Rolande Falcinelli, Nunc dimittis, in : The Diapason no 118, 2006.
- René Verwer : Rolande Falcinelli – Epigoon of vernieuwer, in : Het Orgel, tome 120, 2024/01 et 02.

### Thèses universitaires
- Lenore Alford : The feminine aesthetic in the compositions of Rolande Falcinelli. DMA Dissertation, University of Texas at Austin, 2008.
- John Paul Farahat : Precomposed and extemporized : Rediscovering the life and Improvisatory Work of Canadian Organist Victor Togni (1935-1965), DMA Thesis, University of Toronto, 2019[52][réf. à confirmer].
- Lorette D. Graner, Virtuosity and Technique in the Organ Works of Rolande Falcinelli, DMA Dissertation, University of Cincinnati, 2014[53].
- Svetlana Gutkovskaya : Intonation as a source on information fot the creator of choregraphic composition, PhD-Dissertation, Minsk, Belarusian State University of Culture and Arts, Dance Studies, vol. II, no 1, 2019[54].
- Odile Jutten : L'improvisation à l'orgue et sa pédagogie à travers l'exemple du Conservatoire de Paris de 1819 à nos jours, in : L'orgue no 263, (« Regards sur l'improvisation et France hier et aujourd'hui »), 2003/III.  (ISSN 0030-5170).
- Thimothy Tikker : Mausolée à la gloire de Marcel Dupré par Rolande Falcinelli, DMA Dissertation, University of Michigan, 2013.
- Zachary Klobnak : The solo organ work of Rolande Falcinelli, DMA Dissertation, University of Illinois at Urbana-Champaign, 2017.

### Médias
- Anne-Charlotte Rémond : Rolande Falcinelli, une vie pour la musique, émission radiophonique, Radiofrance, 2023[21].

## Décorations
- Chevalier de l'ordre de Léopold (2002).
- Officier de l'ordre de la Couronne (2013)[55].
- Croix civique de première classe (2024), Médaille civique de première classe (2012)[56].